# Немири у Киргистану 2010.
Револуција у Киргистану је назив за народну побуну до које је дошло 3. априла 2010. током посете генералног секретара Уједињених нација због поскупљења енергената, а која завршава бекством и оставком дотадашњег предсједника Курманбека Бакијева.

## Ултиматум
Опште незадовољство државном економском политиком, притисак на опозиционе групе, напади на независне медије, као и уздизање предсједниковог сина на једну од најважнијих државних функција резултовало је одлуком опозиције да 17. марта 2010. године упути ултиматум влади који неће бити схваћен озбиљно.

## 3. април 2010.
Током своје прве посјете средишњој Азији генерални секретар УНа Бан Ки-Мун је допутовао у Бишкек гдје се састао с предсједником Киргистана Курманбеком Бакијевим. Посјета Бан Ки-Муна је био обиљежен протестима грађанских удружења и новинара које су захтијевале од њега да покрене питање кршења људских права. Као одговор на ове протесте током посјете генералног секретара Уједињених нација полиција је тог викенда затворила једног од вођа опозиционих странака.

## 6. април 2010.
То затварање опозиционих противника као и повећање цијена горива резултује позивом на протесте против владе на државном нивоу који ће бити договорени за сриједу 7. априла 2010. Без обзира на такав договор од општих немира у граду Талас на сјеверозападу Киргистана долази дан раније када протестанти освајају град и заробљавају тамошњег гувернера након цијелодневне борбе с полицијом с захтјевом да предсједник Киргистана поднесе оставку. Након доласка вијести о борбама у Таласу до главног града тамошња полиција улази у кућу најпопуларнијег вође опозиције Алмазбек Атамбајева и затвара га. Покушај министра унутрашњих послова да смири демонстранте у Таласу ће завршити његовим убиством, док су се сви контанкти с замјеником премијера Аклибеком Жапаровом изгубили током остатка трајања револуције.

## 7. април 2010.
Током сриједе ујутро гомила од неколико хиљада демонстраната је кренула у напад на зграде владе и телевизијске станице у покушају да их преузме. Током борби с полицијом око 47 демонстраната је убијено, али они ће успјети да освоје најмање једну телевизијску станицу као и зграду парламента док ће с друге стране њихов напад на предсједничку палату бити одбијен.
С друге стране покушај полиције раније током дана да освоји главну базу операција опозиције ће пропасти.. Током овог дана у Бишкеку демонстранти ће успјети освојити кућу предсједника, али распад јавног реда у граду резултоваће пљачкама трговина. Службени подаци опозиције о жртвама ће говорити да је током борби с полицијом свеукупно убијено минимално 78 демонстраната. Гувернер сјеверне покрајине Исик Кул је добровољно прешао на страну демонстраната, док с друге стране јужне покрајине из којих потиче предсједник су остале лојалне влади. Око 22:00 предсједник Бакијев је у свом авиону напустио Бишкек и службеним рјечником отишао у „јужну резиденцију“ то јест други по величини град Киргистана Ош који се налази у јужном дијелу државе гдје покушава да организује лојалне снаге. Вође демонстраната су с друге стране објавиле да је доташња влада оборена што ће Сједињене Државе негирати.

## 8. април 2010.
Након успјеха демонстраната државне граничне снаге Киргистана су затвориле своју границу с Казахстаном. Граничне покрајине с овом сусједном државом су исте оне у којима су власт освојили демонстранти против Бакијева.
Током дана долази до стабилизације ситуације у Киргистану с опозицијом под контролом бивше совјетске и киргистанске дипломаткиње Розе Отунбајеве која контролише сјеверни дио државе с главним градом док с друге стране предсједник Бакијев контролише јужни дио.
Нуспојава револуције постају масовне пљачке које у првим данима опозиција због распада снага сигурности не успијева зауставити. Руски дипломати у Прагу су јавно одбили идеју да њихова држава понуди азил предсједнику Бакијеву, а њена влада је де факто 8. априла 2010. признала владу основану од опозиције када је Владимир Путин назвао Розу Отунбајеву која убрзо послала свог замјеника у Москву

## Крај седмице
Предсједник Бакијев након доласка у Ош је почео обилазити лојалне покрајине тако да се појављује у селу Маркај гдје је организовао војни штаб, потом одлази у Јалалабад гдје дава интервју за BBC, а у међувремену се јавио на најпопуларнији киргијски сајт 24.kg како би одбио идеју о напуштању предсједничког положаја.
У самом Бишкеку опозиција успијева успоставити ред током ноћи 8. на 9. априла када по ријечима тамошњег министра унутрашњих послова први пут није било убијених од стране пљачкаша, него „само“ 67 особа рањених ватреним оружјем. Без обзира на то пљачке се настављају у сјеверном дијелу државе гдје банде поред осталог пљачкају тамошња позната туристичка одмаралишта.
Одлука Розе Отунбајеве од 8. априла 2010. о распуштању парламента оставља државу без иједног легално изабраног органа. Изјаве опозиције да ће у року 6 мјесеци све бити усаглашено с уставним законом том одлуком постају проблематичне пошто је њихова влада по властитом признање као и мишљењу страних сила нелегална. Нове законе или владу може изгласати само парламент који је распуштен, док с друге стране изборе могу расписати предсједник који то одбија, његов замјеник који је у Петрограду или премијер кога је опозиција присилила да поднесе оставку. Тренутно у Киргистан у којег контролише опозиција не постоји нити парламент, нити влада нити предсједник, док је истовремено по ријечима опозиције потребно донести нове уставне законе.
С обзиром на ситуацију у Киргистану се појавио страх од могућег грађанског рата између двије политичке опције, али и између криминалних група и политичких опција.

## Међународне реакције
Међународне реакције на тренутачно неуспјелу револуцију се крећу од оних које позивају на успоставу мира и демократије (примјер: Њемачка, Украјина), преко оних које позивају на повратак уставног поретка (примјер: Бјелорусија, Таџикистан, САД) до оних који позивају на успоставу мира кроз договор двије политичке фракције (примјер: Русија, Казахстан).
Због ових догађаја САД који је кроз Киргистан послао послао у марту 50 хиљада војника у Авганистан је одлучио да тренутано одустане од даљњих војних операција кроз ову државу. Русија је с друге стране послала двије мање војне јединице како би заштитила своје тамошње војне базе, док се Узбекистан одлучио на затварање своје границе с Киргистаном

## Каснији догађаји
Након првобитног признања револуцинарне владе од стране Русије и САД, њима се 12. априла 2010. године придружио Казахстан чији предсједник је тоеком састанка с предсједником САД назвао Бакијева свргнутим предсједником и признао да је његова држава још раније успоставила контакт с револуционарном владом..
Током викенда како би ојачао своју политичку ситуацију предсједник Бакијев је позвао на митинг подршке у граду Џалалабад 12. априла 2010. године с најавом да ће он почети своју акцију сљедећег дана након чега револуциорна влада која је добила лојалност полиције и војске најавила специјалну акцију како би га ухватила. Такође, истог дана револуционарна влада је својим декретима распустила уставни суд и почела вршити смјене дипломата, радника у министарствима, судаца, на изборима изабраних градских и сеоских управа, што ће бити осуђено од комитета за цивилну контролу, а на отказе се тренутачно готово нитко не обазире тако да се на примјер представник УНа сусреће с члановима распуштеног уставног суда као да он још постоји или градоначелник Бишкека који то формално више није шаље позиве и прогласе путем особе за односе за јавношћу као да је још на свом положају.

### Оставка
Током кратких преговора прелазна влада и Курманбек Бакијев су 14. априла 2010. године постигли договор о његовом напуштању положаја предсједника, па је он поднео оставку 16. апила 2010. године и напустио с породицом Киргистан у смеру Казахстана.

## Разлика у односу на револуцију лала из2005. године
За разлику од револуције из 2005. године којом је срушен тадашњи од велике већине становника неупитно омражени режим, Курманбек Бакијев 2010. године ужива популарност у великом дијелу државе. Током ове револуције побуниле су се сјеверне покрајине док су јужне из којих оних потиче остале лојалне влади и предсједник којег оне подржавају.